# 178e méridien ouest
En géographie, le 178e méridien ouest est le méridien joignant les points de la surface de la Terre dont la longitude est égale à 178° ouest.

## Géographie

### Dimensions
Comme tous les autres méridiens, la longueur du 178e méridien correspond à une demi-circonférence terrestre, soit 20 003,932 km. Au niveau de l'équateur, il est distant du méridien de Greenwich de 19 815 km,.
Avec le 2e méridien est, il forme un grand cercle passant par les pôles géographiques terrestres.

### Régions traversées
En commençant par le pôle Nord et descendant vers le sud au pôle Sud, Le 178e méridien ouest passe par:
| Coordonnées           | Pays, territoire ou mer | Notes |
| --------------------- | ----------------------- | --- |
| 90° 00′ N, 178° 00′ O | Océan Arctique          | |
| 71° 27′ N, 178° 00′ O | Russie                  | Tchoukotka — Île Wrangel |
| 71° 01′ N, 178° 00′ O | Mer des Tchouktches     | |
| 68° 26′ N, 178° 00′ O | Russie                  | Tchoukotka |
| 65° 26′ N, 178° 00′ O | Mer de Bering           | |
| 51° 55′ N, 178° 00′ O | États-Unis              | Alaska — Île Kanaga |
| 51° 38′ N, 178° 00′ O | Océan Pacifique         | Passe juste à l'est de l'atoll Kure, Hawaii, États-Unis (à 28° 23′ N, 178° 18′ O) Passe juste à l'est de l'île Futuna, Wallis-et-Futuna (à 14° 19′ S, 178° 03′ O) |
| 14° 20′ S, 178° 00′ O | Wallis-et-Futuna        | Alofi |
| 14° 21′ S, 178° 00′ O | Océan Pacifique         | Passe juste à l'est de l'île Vatoa (en), Fidji (à 19° 49′ S, 178° 13′ O) Passe juste à l'ouest de l'Île Raoul, Nouvelle-Zélande (à 29° 15′ S, 177° 58′ O)         |
| 60° 00′ S, 178° 00′ O | Océan Austral           | |
| 78° 24′ S, 178° 00′ O | Antarctique             | Dépendance de Ross, Liste des territoires revendiqués par la Nouvelle-Zélande                                                                                     |